# Рідсвілл (Пенсільванія)
Рідсвілл (англ. Reedsville) — переписна місцевість (CDP) в США, в окрузі Міффлін штату Пенсільванія. Населення — 579 осіб (2020).

## Географія
Рідсвілл розташований за координатами 40°39′54″ пн. ш. 77°35′35″ зх. д. / 40.66500° пн. ш. 77.59306° зх. д. (40.664911, -77.593006).  За даними Бюро перепису населення США в 2010 році переписна місцевість мала площу 1,77 км², з яких 1,72 км² — суходіл та 0,06 км² — водойми.

## Демографія
Згідно з переписом 2010 року, у переписній місцевості мешкала 641 особа в 266 домогосподарствах у складі 164 родин. Густота населення становила 361 особа/км².  Було 297 помешкань (167/км²).
Расовий склад населення:
| - 98,9 % — білих - 0,5 % — чорних або афроамериканців - 0,2 % — корінних американців - 0,2 % — азіатів |

До двох чи більше рас належало 0,3 %. Частка іспаномовних становила 0,0 % від усіх жителів.
За віковим діапазоном населення розподілялося таким чином: 23,7 % — особи молодші 18 років, 64,0 % — особи у віці 18—64 років, 12,3 % — особи у віці 65 років та старші. Медіана віку мешканця становила 40,2 року. На 100 осіб жіночої статі у переписній місцевості припадало 97,8 чоловіків;  на 100 жінок у віці від 18 років та старших — 92,5 чоловіків також старших 18 років.
Середній дохід на одне домашнє господарство  становив 48 572 долари США (медіана — 36 250), а середній дохід на одну сім'ю — 55 542 долари (медіана — 51 500). За межею бідності перебувало 20,0 % осіб, у тому числі 33,3 % дітей у віці до 18 років та 0,0 % осіб у віці 65 років та старших.
Цивільне працевлаштоване населення становило 235 осіб. Основні галузі зайнятості: мистецтво, розваги та відпочинок — 27,2 %, освіта, охорона здоров'я та соціальна допомога — 20,4 %, роздрібна торгівля — 18,3 %, виробництво — 16,6 %.